# Irsingen (Türkheim)
Irsingen (schwäbisch Ischinga) ist ein Ortsteil des Marktes Türkheim im Landkreis Unterallgäu in Bayern.

## Lage
Irsingen liegt am Westufer der Wertach. Der Hauptort Türkheim liegt etwa drei Kilometer nördlich von Irsingen. Unmittelbar am Ortsrand verläuft die Autobahn München–Lindau A 96.

## Geschichte
Die erste urkundliche Erwähnung geht auf das Jahr 1084 zurück. Irsingen hatte schon früh mehrere Siedlungsschwerpunkte. Ab dem Ende des 13. Jahrhunderts wurde daher zwischen Oberirsingen, dem heutigen Hauptort, und Unterirsingen unterschieden. Gelegentlich wurde Unterirsingen auch als Niederirsingen bezeichnet. Seit dem 18. Jahrhundert ist für den Hauptort nur noch die Bezeichnung Irsingen ohne dem Präfix Ober- gebräuchlich.
Das Kloster Steingaden erwarb im Laufe der Jahrhunderte viele Besitztümer in Irsingen. Im Jahre 1818 wurde der Ort zur eigenständigen Gemeinde ernannt. Diese Eigenständigkeit währte 160 Jahre bis zur Gebietsreform im Jahre 1978, bei der Irsingen nach Türkheim eingemeindet wurde.

## Sehenswürdigkeiten
Die Pfarrkirche St. Margareta gehört zu den Sehenswürdigkeiten des Ortes.

## Sonstiges
Südöstlich des Ortes befindet sich eine Staustufe der Wertach, welche den Namen Irsingener See trägt.